# Трусов, Александр Ефимович
Алекса́ндр Ефи́мович Тру́сов (25 сентября 1912 — 5 марта 1988) — советский российский художник-постановщик и режиссёр мультипликационных фильмов.

## Биография
В 1928 году окончил Бакинский художественный техникум. Ученик художественной студии Ф. И. Рерберга.
В начале 1930-х гг. работал художником мультипликационного цеха на «Мосфильме». С 1936 г. — на киностудии «Союзмультфильм».
Участник Великой Отечественной войны.
При создании мультфильмов тесно сотрудничал с И. П. Ивановым-Вано, Л. А. Амальриком, В. И. Полковниковым, А. Г. Снежко-Блоцкой, Р. В. Давыдовым и др.
Член худсовета студии, участник организации первых фестивалей «Союзмультфильма» в регионах СССР.

## Фильмография

### Художник-постановщик
- «Лгунишка» (1938)
- «Мойдодыр» (1939)
- «Ивась» (1940)
- «Краденое солнце» (1943)
- «Павлиний хвост» (1946)
- «Серая Шейка» (1948)
- «Кукушка и скворец» (1949)
- «Жёлтый аист» (1950, совместно с А. Винокуровым)
- «Крепыш» (1950)
- «Высокая горка» (1951)
- «Валидуб» (1952)
- «Братья Лю» (1953)
- «Стрела улетает в сказку» (1954)
- «Снеговик-почтовик (Новогодняя сказка)» (1955)
- «Кораблик» (1956)
- «Храбрый оленёнок» (1957)
- «Золотые колосья» (1958)
- «Скоро будет дождь» (1959)
- «Королевские зайцы» (1960)
- «Муравьишка-хвастунишка» (1961)
- «Чудесный сад» (1962)
- «Вот так тигр!» (1963)
- «Лягушка-путешественница» (1965)
- «Иван Иваныч заболел…» (1966)
- «Гордый кораблик» (1966)
- «Кот, который гулял сам по себе» (1968)
- «Покупайте детям бельё (по заказу Росторгрекламы)» (1968)[1]
- «Мужские носки (по заказу Росторгрекламы)» (1969)[2]
- «Возвращение с Олимпа» (1969)
- «Лабиринт. Подвиги Тесея» (1971)
- «Аргонавты» (1971)
- «Персей» (1973)
- «Прометей» (1974)
- «Храбрец-удалец» (1976)
- «Мальчик-с-пальчик» (1977)

### Режиссёр
Дебютировал как режиссёр в 1963 году.
- «Вот так тигр!» (1963)
- «Лягушка-путешественница» (1965, совместно с В. Котёночкиным)

## Награды
- 1963 — «Вот так тигр!» — Международный фестиваль детских фильмов в Никочеа (Аргентина): 2-я премия «Серебряный Кубок»[3]